# Katharina Förster
Katharina Förster (6 novembre 1998) è una sciatrice freestyle tedesca, specialista nelle gobbe.

## Biografia
In Coppa del Mondo ha esordito il 18 dicembre 2015 a Oberstdorf (21ª).
Nel 2018 ha preso parte ai XXIII Giochi olimpici invernali a Pyeongchang venendo eliminata nel primo turno della finale e classificandosi tredicesima nella gara di gobbe.

## Palmarès

### Coppa del Mondo
- Miglior piazzamento in classifica generale: 25ª nel 2016.